# Alessandra Mussolini
Alessandra Mussolini (ur. 30 grudnia 1962 w Rzymie) – włoska aktorka, polityk, posłanka do Parlamentu Europejskiego, deputowana krajowa i senator. Założycielka i liderka ugrupowania Akcja Socjalna (2003–2009).

## Życiorys
Ukończyła prywatną szkołę międzynarodową American Overseas School of Rome. W latach 70., korzystając z poparcia swojej ciotki Sophii Loren, rozpoczęła karierę aktorską i telewizyjną; do początku lat 90. wystąpiła łącznie w kilkunastu filmach kinowych (m.in. w Izraelu) i telewizyjnych, była także prezenterką programu telewizyjnego. W 1977 zagrała u boku Sophii Loren Marię Luisę w filmie Szczególny dzień, który zdobył Złoty Glob i uzyskał nominację do Oscara w kategorii najlepszy film zagraniczny. W 1982 wydała popowy album Amore, który poprzedzały dwa single („Love is Love” i „Tokio Fantasy”); płyty te ukazały się wyłącznie w Japonii. Rok później dwukrotnie pojawiła się na okładkach „Playboya” – w sierpniowej edycji włoskiej i w listopadowej edycji niemieckiej. W 1985 spędziła sześć miesięcy w Los Angeles, poszukując angażu filmowego; wystąpiła w kilku amerykańskich programach typu talk-show. Zrezygnowała następnie z działalności filmowo-telewizyjnej, w 1992 zaczęła uprawiać publicystykę odwołującą się do działalności jej dziadka Benita Mussoliniego. W 1994 ukończyła studia medyczne w zakresie chirurgii na Uniwersytecie Rzymskim „La Sapienza”.
W latach 1992–2004 sprawowała mandat posłanki do Izby Deputowanych XI, XII, XIII i XIV kadencji. Po raz pierwszy weszła do parlamentu w wyniku wyborów z kwietnia 1992 z ramienia postfaszystowskiego Włoskiego Ruchu Socjalnego. Latem tego samego roku wzięła udział w marszu 50 tysięcy członków i sympatyków Ligi Północnej Umberta Bossiego na placu Weneckim w Rzymie, który był miejscem przemów Benita Mussoliniego. W tym samym roku odbyła wizytę w Izraelu, odwiedzając instytut Jad Waszem. W pierwszej połowie lat 90. ubiegała się bez powodzenia o stanowisko burmistrza Neapolu.
Jako działaczka MSI poparła wejście w koalicję z centroprawicą Silvia Berlusconiego, sprzeciwiała się jednak rozwiązaniu partii w 1995. Przystąpiła do stanowiącego kontynuację MSI Sojuszu Narodowego i zasiadała we władzach krajowych tego ugrupowania. Jednocześnie krytykowała działania przywódcy AN Gianfranca Finiego, który rezygnował z dotychczasowych haseł i przekształcał dawnych postfaszystów w umiarkowanie konserwatywną formację. W 2001 wzbudziła kontrowersje, gdy podczas dyskusji w studiu telewizyjnym zaatakowała fizycznie i słownie minister ds. równouprawnienia Katię Bellillo z Partii Komunistów Włoskich, kopiąc ją i nazywając „brzydką komunistką”, która według niej powinna opuścić Włochy i „zamieszkać na Kubie”. W styczniu 2002 demonstracyjnie zasiadła w parlamencie w ławach ugrupowania Silvia Berlusconiego Forza Italia po tym, jak Gianfranco Fini został wybrany na przedstawiciela Włoch w Konwencie Europejskim. Ogłosiła także zamiar ubiegania się o przywództwo w partii, ale później wycofała swoją kandydaturę.
W listopadzie 2003 opuściła Sojusz Narodowy, zakładając Akcję Socjalną (początkowo pod nazwą Libertà di Azione). Pretekstem do jej odejścia stała się wypowiedź lidera AN podczas jego wizyty w Izraelu, w której potępił faszyzm, ustawy antyżydowskie wprowadzone przez jej dziadka w 1938 oraz Włoską Republikę Socjalną. W wyborach do Parlamentu Europejskiego w następnym roku została jedynym eurodeputowanym wybranym z ramienia nowej formacji. Zasiadała w Komisji Wolności Obywatelskich, Sprawiedliwości i Spraw Wewnętrznych, była członkiem delegacji do spraw stosunków z państwami Maghrebu i delegacji do Eurośródziemnomorskiego Zgromadzenia Parlamentarnego. Od 2007 wchodziła w skład grupy Tożsamość, Tradycja i Suwerenność.
W 2004 zawiązała koalicję z dwoma małymi stronnictwami skrajnej prawicy (w tym otwarcie neofaszystowską Nową Siłą) pod nazwą Alternatywa Socjalna. W marcu 2005 ogłosiła strajk głodowy w proteście przeciwko wyrokowi sądu wykluczającemu ją z udziału w wyborach regionalnych za fałszowanie podpisów poparcia dla swojej koalicji; najwyższy sąd administracyjny ostatecznie wydał w tej sprawie orzeczenie na jej korzyść. Przed wyborami parlamentarnymi w 2006 zawarła porozumienie z Silviem Berlusconim w sprawie przystąpienia Alternatywy Socjalnej do jego bloku Dom Wolności; w ramach tej umowy zgodziła się sama nie kandydować. W głosowaniu wspólna lista otrzymała tylko 1,2% głosów, nie uzyskując żadnych mandatów.
W 2008, po zerwaniu ze swoimi skrajnie prawicowymi koalicjantami, zgłosiła akces Akcji Socjalnej do Ludu Wolności, z którego listy w przedterminowych wyborach w tym samym roku uzyskała mandat posłanki XVI kadencji. W Izbie Deputowanych została przewodniczącą komisji ds. wychowania dzieci i młodzieży. W 2013 z ramienia PdL wybrano ją do Senatu XVII kadencji. W październiku 2012 zgłosiła swoją kandydaturę na lidera Ludu Wolności (co miało miejsce w trakcie postępowania sądowego wobec byłego premiera). Dołączyła następnie do reaktywowanej przez Silvia Berlusconiego w 2013 partii Forza Italia. W 2014 z jej ramienia uzyskała ponownie mandat eurodeputowanej, który wykonywała do 2019, kiedy to nie została ponownie wybrana. Powróciła do Europarlamentu w trakcie IX kadencji, obejmując mandat w listopadzie 2022. W 2024 ponownie nie uzyskała europarlamentarnej reelekcji. 
W maju 2025 dołączyła do Ligi Mattea Salviniego.

## Życie prywatne
Córka Marii Scicolone (siostry Sophii Loren) i Romana Mussoliniego (syna dyktatora Benita Mussoliniego i jego żony Rachele Mussolini). Została honorową członkinią Włoskiego Czerwonego Krzyża.
W październiku 1989 w rocznicę marszu czarnych koszul na Rzym poślubiła w Predappio funkcjonariusza Guardia di Finanza Maura Florianiego, później urzędnika państwowego zatrudnionego w przedsiębiorstwie kolejowym Trenitalia. Ma z nim troje dzieci, noszących także jej nazwisko rodzinne (w 2006 domagała się zmiany włoskiego ustawodawstwa na rzecz nadawania dzieciom po urodzeniu dowolnego z nazwisk rodziców). Według własnego twierdzenia sama oświadczyła się swojemu przyszłemu mężowi.